# Tom Regan

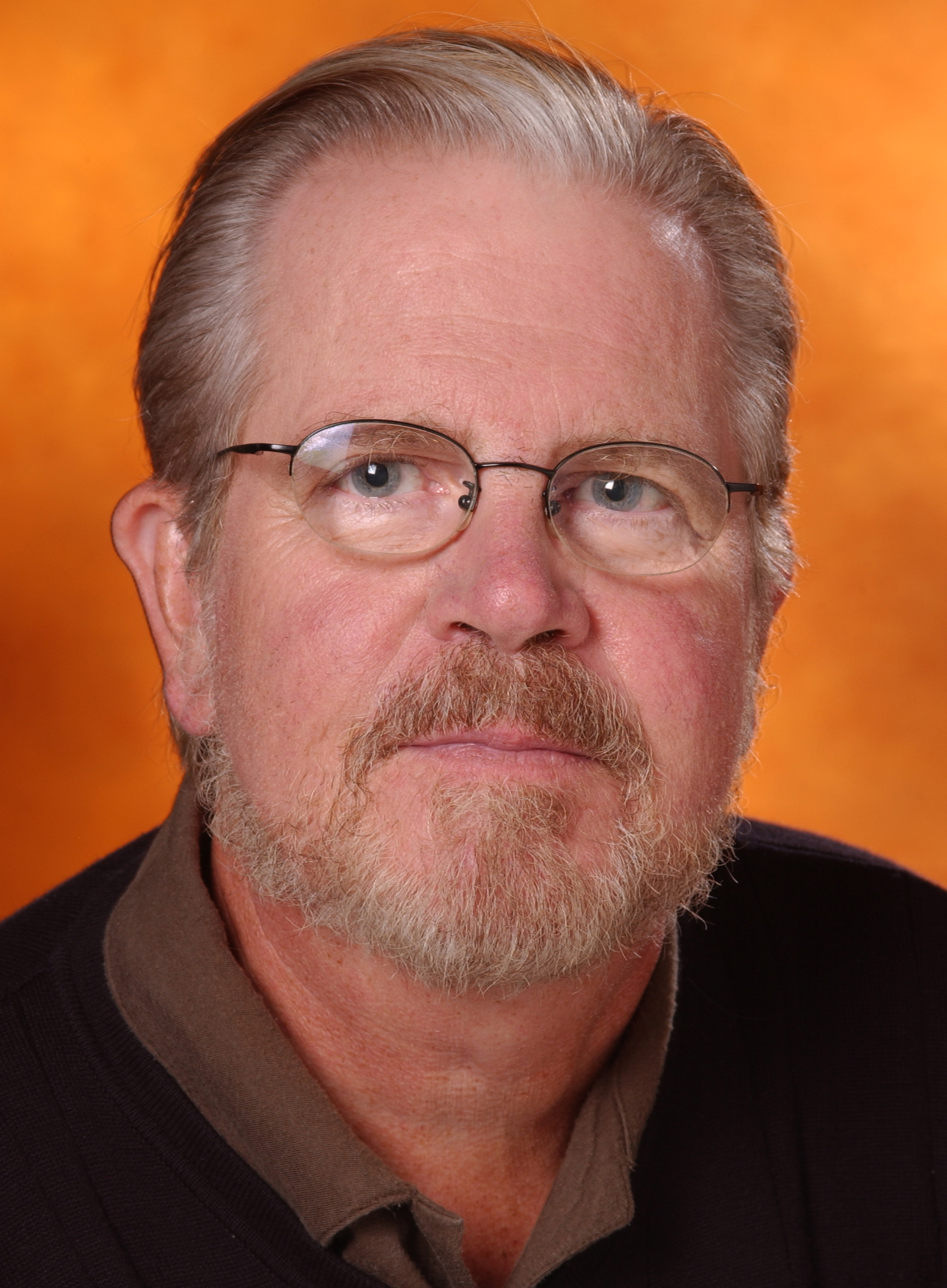
Tom Regan (2004)

Tom Regan (* 28. November 1938 in Pittsburgh, Pennsylvania, Vereinigte Staaten; † 17. Februar 2017) war ein US-amerikanischer Philosoph. Sein Case for Animal Rights gilt als Klassiker in der Tierethik und stellt die erste Ausarbeitung einer abolitionistischen Tierrechtsposition dar. Im Rahmen von Regans anschließender fachlicher Verteidigung seines Vorstoßes lassen sich etwa drei Debattenstränge ausmachen:
1. Einerseits antwortete er Gegnern der Tierrechtsposition, wie z. B. Jan Narveson, Peter Carruthers oder R. G. Frey.
2. Andererseits bestand er gegenüber anderen Argumenten für eine ethische Berücksichtigung der Tiere mit einer deontologischen Begründung für diese Position. Regan kritisierte insbesondere Peter Singer für sein utilitaristisches Argument.
3. Schließlich antwortete er auch auf die feministische Kritik an seinem Argument, die beinhaltete, dass einerseits ein Grundrechtsdiskurs nicht hilfreich sei, um die Interessen der Tiere wirksam zu schützen, und dass Regan andererseits die Rolle von Gefühlen und moralischen Impulsen in der Ethik gegenüber Logik und Vernunft geringschätze. Kritiken dieser Art haben etwa Cora Diamond, Brian Luke oder Josephine Donovan an ihn herangetragen.

Weitere Beiträge von Regan zur Ethik betreffen eine vergleichsweise scharfe Kritik an der Umweltethik beziehungsweise der Umweltbewegung sowie eine Ausarbeitung des Grenzfallarguments. Weniger bekannt, aber in Fachkreisen geschätzt, sind Regans Arbeiten zur Philosophie von George Edward Moore.

## Biografisches
Tom Regan wurde im November 1938 als Sohn von Marie und Thomas Regan in Pittsburgh, Pennsylvania geboren. Er wuchs in dieser Stadt auf und schildert selbst sein damaliges Umfeld autobiografisch als schlicht in den sozialen Verhältnissen der Arbeiterklasse, zu der seine Familie gehörte. Das Wohnviertel war geprägt vom Bergbau und der Stahlindustrie. Bemerkenswerterweise arbeitete Regan als Schüler auch in einer Fleischerei. Als ein früher Wendepunkt in seinem Leben schildert Regan den Wechsel dieses Umfelds in einen der Vororte im Jahr 1953. Es war zunächst nur dieses Umfeld, was Regan zum Besuch des College motivierte. Regan war allenfalls ein leicht überdurchschnittlicher und sicher kein überragender Schüler. Auch ein Studium trat er zunächst in erster Linie wegen der Lustlosigkeit an, einem Brotberuf nachzugehen. Seine Wahl auf das Fach Philosophie fiel aus dem pragmatischen Grund, keinen Kurs in US-amerikanischer und Pennsylvanischer Geschichte belegen zu müssen, die ihm nicht zusagte. Als einzigen roten Faden in dieser Entwicklung schildert Regan seinen Affekt für das Schreiben, der von einigen seiner frühen Lehrer und Pfarrer geschürt wurde. Regan dachte in dieser Zeit kaum ernsthaft über Tiere oder moralische Fragen, die diese betreffen, nach.
Regan schloss 1960 am Thiel College in Philosophie ab und studierte dann an der University of Virginia. Er schrieb seine Master Thesis über den Begriff der Schönheit und promovierte schließlich unter der Anweisung von Peter L. Heath im Jahr 1966 über den Begriff des Guten. Seinen ersten Lehrauftrag erhielt er am Sweet Briar College 1965–1967. Ab 1967 lehrte er bis zu seiner Emeritierung 2001 an der North Carolina State University, wobei er ab 1972 eine reguläre Professur hielt. Während seiner Laufbahn nahm er diverse Lehraufträge anderer Institutionen wahr, etwa an der Oxford University 1973, an der University of Calgary 1977, am Brooklyn College 1982, an der University of Essex 1988, an der Eastern Michigan University 1996 oder an der Massey University 1997. Neben der internationalen Anerkennung, die Regan für seine wegbereitenden Forschungen zur Tierrechtsposition zuteilwurden, wurde er auch mehrfach für eine exzellente Lehre ausgezeichnet.
Regan war seit dem 17. Juni 1962 mit Nancy Jane Regan, geborene Tirk, verheiratet. In dieser Zeit kaufte das junge Paar den Hund Gleco, dessen Unfalltod – und die Anteilnahme der Familie Regan daran – eine Schlüsselrolle in Regans Denken über Tierethik spielte. Zusammen setzte das Ehepaar Regan die Kinder Bryan Regan (* 8. Oktober 1966) und Karen Regan (* 24. November 1970) in die Welt. Nancy und Tom Regan leiten gemeinsam die Belange der Culture and Animals Foundation. Die Stiftung hat es sich zur Aufgabe gemacht, durch intellektuellen und künstlerischen Ausdruck Tierrechtspolitik zu fördern.

## Tierrechtsargument

### Entstehungszusammenhang
Als junger Hochschullehrer sah sich Regan durch seine Teilnahme an den Friedensprotesten im Kontext des Vietnamkriegs dazu veranlasst, über die pazifistische Position philosophisch nachzudenken und zu schreiben. Die Fragen, die dieses Thema aufwirft, führten ihn zu einer intensiven Lektüre der Schriften Gandhis im Jahr 1972. Für Gandhi kommt der Idee der ahimsa, was oft mit Gewaltfreiheit übersetzt wird, eine Schlüsselrolle in seiner pazifistischen Theorie politischen Wandels zu. Ganz selbstverständlich war für Gandhi, die Idee der Gewaltfreiheit auch auf Tiere anzuwenden. Da Menschen gut ohne Gewalt gegenüber Tieren leben könnten – insbesondere ohne die Gewalt der Tierhaltung – und da man nach Möglichkeit Gewalt immer unbedingt vermeiden sollte, verstand es Gandhi als eine ethische Pflicht, vegetarisch zu leben. Nach seinem Essay zur pazifistischen Position (die Regan übrigens – zumindest in ihrer Radikalität, dass sich Gewalt niemals rechtfertigen lasse – zurückwies,) widmete er sich der Frage der Tierethik, die von Gandhi aufgeworfen wurde, intensiver und veröffentlichte zunächst im Oktober 1975 einen vielfach nachgedruckten Essay zur Moral Basis of Vegetarianism im Canadian Journal of Philosophy. Es folgten diverse weitere Essays zum Themenkomplex, die später in der Anthologie All That Dwell Therein (University of California Press 1982) gesammelt wurden und die Regan im Rückblick alle als interessant, aber als technisch unausgegoren einschätzt. Regan fungierte in diesem Zeitraum auch als Mitherausgeber diverser Lehrbücher der angewandten Ethik und er verfasste im Jahr 1976 gemeinsam mit Peter Singer ein solches einführendes Buch mit dem Titel Animal Rights and Human Obligations.

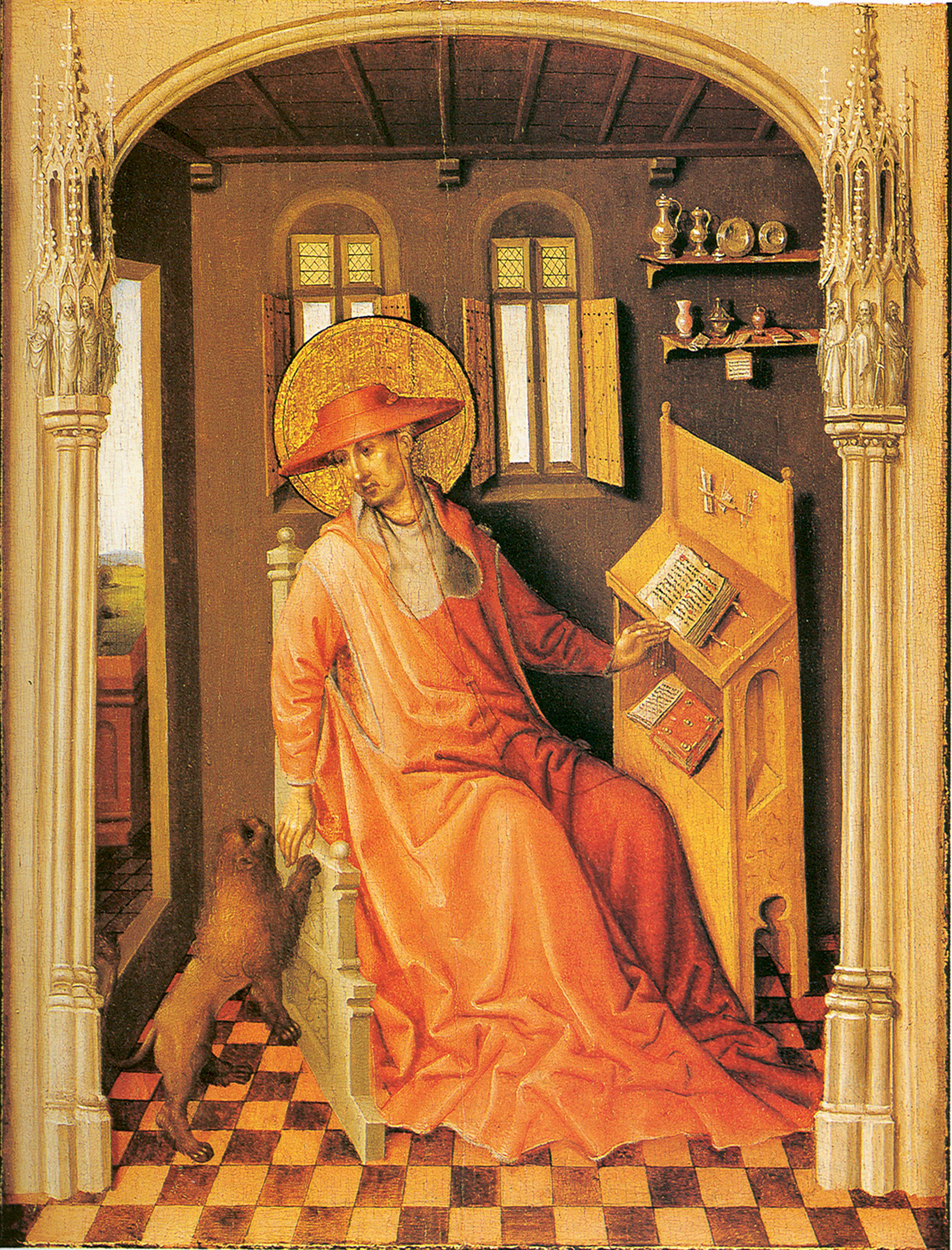
Regans Case beginnt mit einem Kommentar zu diesem Gemälde von Stefan Lochner (* um 1400), der hier den heiligen Hieronymus mit einem gezähmten Löwen malte. Lochner war zu Lebzeiten nie einem Löwen begegnet, was seine Darstellung aus heutiger Sicht albern aussehen lässt. Lochners Bild von Löwen stehe paradigmatisch für das unaufgeklärte vormoderne Verständnis von Tieren allgemein.

### Bewusstsein und Wohlbefinden bei Tieren
Den ersten Teil von Regans Case macht eine umfangreiche Analyse der Philosophie des Geistes von Tieren aus. Beginnend bei Descartes’ Begriff der bête machine, der unterstellte, dass im Gegensatz zu Menschen den Tieren jegliche Teilhabe an geistigen Phänomenen abkomme beziehungsweise, dass geistige Eigenschaften bei Tieren stets auf ihre körperliche und physiologische Verfassung reduzibel seien, argumentiert Regan für eine prinzipielle Teilhabe der Tiere am Phänomen des Bewusstseins. Einerseits sei Descartes’ Argument, dass Sprachvermögen von Menschen eine notwendige Bedingung für Bewusstsein sei, problematisch: Es ist nach Regan unklar, wie menschliche Kinder Sprachvermögen entwickeln, wenn sie nicht bereits zuvor die Welt begrifflich wahrnehmen können. Ferner unterliege Descartes einem Einwand von La Mettrie, der Descartes insofern radikalisierte, als er Descartes’ Argument für die Existenz einer unsterblichen Seele bei Menschen zurückwies und auch für Menschen die Ansicht vertrat, dass sie im Wesentlichen als „gedankenlose Automaten“ funktionieren. Ohne hier La Mettrie zu antworten, gesteht Regan zu, dass unter der Annahme, dass nichtmenschliches Verhalten rein mechanisch sei, dasselbe auch für menschliches Verhalten gelte. Regan schließt diese Abhandlung vorerst mit einer zusammenfassenden Erwiderung an moderne Varianten, die Tieren die Teilhabe am Phänomen des Bewusstseins absprechen:
1. Die Zuschreibung von Bewusstsein für gewisse Tiere stimmt mit unserer Alltagserfahrung überein. Projekte, tierisches Verhalten ohne eine Unterstellung geistiger Phänomene zu erklären, waren erfolglos.
2. Die Zuschreibung von Bewusstsein für gewisse Tiere deckt sich mit der Alltagssprache.
3. Die Zuschreibung von Bewusstsein für gewisse Tiere muss nicht voraussetzen oder implizieren, dass Tiere eine unsterbliche (immaterielle) Seele haben, und kann daher unabhängig von religiösen Überzeugungen über das Nachleben vertreten werden.
4. Das Verhalten von Tieren stimmt damit überein, sie als bewusst zu verstehen.
5. Ein evolutionäres Verständnis von Bewusstsein stellt ein theoretisches Fundament bereit, gewisse Tiere auch als bewusste Wesen zu begreifen.

In der Folge weitet Regan das Argument auf, um zu der Position zu gelangen, dass manche Tiere auch eigene Wünsche, Interessen und Überzeugungen haben können. Diese Wünsche und Überzeugungen konstituierten dann einen Begriff des Wohlbefindens von Tieren, sodass es sinnvoll sei zu sagen, dass Tiere solche Wesen sind, denen es in ihrem subjektiven Wohlbefinden besser oder schlechter ergehen kann in Abhängigkeit von menschlichen Handlungen.

### Moralphilosophische Einbettung
Neben den eben besprochenen Thesen zur geistigen Verfasstheit von Tieren gehören bei Regan eine Gruppe metaethischer Thesen zu den zentralen Voraussetzungen des Tierrechtsarguments. So schlägt Regan etwa vor, dass ideale moralische Urteile wenigstens folgenden Kriterien zu genügen hätten: Sie müssten (1) begrifflich klar verfasst, (2) wohl informiert über die zu urteilenden Gegenstände, (3) hinreichend rational, (4) unparteiisch, (5) aus einem nüchternen Gemütszustand heraus geformt und (6) basierend auf validen moralischen Prinzipien sein. Den letzten Punkt spezifiziert er damit, dass valide moralische Prinzipien stets (6a) miteinander konsistent, (6b) von angemessener Tragweite, (6c) hinreichend präzise formuliert und (6d) vereinbar mit unseren moralischen Intuitionen sein sollten. Den Begriff der moralischen Intuition differenziert Regan weiter in vorreflektierte Intuitionen („Bauchgefühle“) und in reflektierte moralische Intuitionen als moralische Gefühle, die wir auch dann haben, nachdem „wir einen ehrlichen Aufwand betrieben haben, diese gegen die Kriterien [gemeint sind 1-5] abzuwägen … [J]ede ethische Theorie, die diese Intuitionen in einer Vielzahl von Fällen nicht erklären kann, können wir nicht sinnvollerweise als die beste Theorie auffassen.“
Etwas spezieller diskutiert Regan schließlich gegen die Ansichten, dass alle Pflichten, die Menschen gegenüber Tieren haben, Tiere nur betreffen, aber ihnen selbst letztlich nicht geschuldet sind, sondern stattdessen etwa anderen Menschen, der Sittlichkeit, Gott oder dergleichen gelten. Konkret argumentiert Regan etwa gegen Jan Narvessons ethischen Egoismus, der alle Pflichten für indirekte Pflichten in diesem Sinne hält, die jeder letztlich sich selbst schuldet, dass sich aus dieser Ansicht radikal ungleiche institutionelle Arrangements rechtfertigen ließen. Gegen John Rawls’ Theorie der indirekten Pflichten gegenüber Tieren wendet Regan ein, dass es letztlich willkürlich sei, im Urzustand hinter dem Schleier des Nichtwissens nicht auch ein Nichtwissen über die eigene Spezieszugehörigkeit vorauszusetzen. Gegen Immanuel Kant zeigt er, dass „Überhöhung“ der Menschlichkeit letztlich auf einem geringeren Verständnis tierischer Fähigkeiten basiere.

#### Utilitarismuskritik
Nachdem Regan die Möglichkeit verwirft, die Tierethik auf einer Theorie der indirekten Pflichten aufzubauen, betrachtet er einige handlungs-utilitaristische Vorschläge als Beispiele für Theorien direkter Pflichten gegenüber Tieren, beziehungsweise gegenüber tierischen Erfahrungen oder Präferenzen. Sein Kerneinwand besteht hier in dem Vorwurf, dass die verschiedenen Versionen des Utilitarismus es für uns zu einfach machen, Tötungen zu rechtfertigen: Sofern ein hedonistischer oder der präferenzbasierte Utilitarismus sich dazu bekennt, als einziges moralisches Prinzip die Optimierung des Verhältnisses von Glück vs. Leid beziehungsweise von Satisfaktion vs. Frustration von Präferenzen zu setzen, sieht sich diese theoretische Position dazu gezwungen, die einzelnen Individuen selbst als bloße „Container“ für Präferenzen oder Erfahrungen zu konzeptualisieren. Ihre Integrität als Subjekte kann dann immer nur noch mittelbar zum Zweck von Glücksempfindungen oder Präferenzsatisfaktionen von ethischem Interesse sein. Ein zweiter Einwand betrifft die Rolle des Gleichheitsprinzips innerhalb utilitaristischer Theorien. Es sei unklar, wie behauptet werden könne, dass alle Interessen gleichermaßen normativ zu berücksichtigen seien, wenn gleichzeitig behauptet wird, dass eine Maximierung der Nützlichkeit das einzige moralische Prinzip sei. Entweder man gestehe hier eine Inkonsistenz zu und erkennt das Gleichheitsprinzip als zusätzliches moralisches Prinzip an, oder aber man erklärt, wie das Gleichheitsprinzip aus dem Nützlichkeitsprinzip logisch abgeleitet werden kann, was laut Regan zur Folge haben muss, den moralischen Gehalt des Gleichheitsprinzips zu verwässern. Regan diskutiert schließlich, inwieweit aufgrund dieser Defizite des Utilitarismus Peter Singers Vegetarismusargument scheitere.

### Rechtsargument
Da laut Regan Theorien letztlich scheitern, grundlegende reflektierte moralische Intuitionen zu rechtfertigen, wie etwa das grundsätzliche Verbot ohne Not unschuldige moralisch Handelnde zu töten, schlägt er den Begriff des gleichen inhärenten Werts vor. Die logische Struktur des inhärenten Wertes ist hier einerseits ein Wert, der „nicht reduzierbar oder kommensurabel mit eigenen oder fremden Erfahrungswerten ist“. Andererseits ist es ein Wert, der allen Entitäten mit inhärentem Wert gleichermaßen zukommt und keine Abstufungen zulässt. Hinsichtlich des Anwendungsbereichs des gleichen inhärenten Wertes schlägt Regan als ein hinreichendes, aber nicht notwendiges Kriterium den Besitz eines subjektiven Wohlergehens vor. Inhärent wertvoll seien wenigstens alle „Subjekte mit einem Leben, das zum Besseren oder Schlechteren für sie als Subjekte verlaufen kann; und zwar logisch unabhängig von ihrer etwaigen Nützlichkeit für andere.“
Ausgehend von der Grundlage, dass allen Subjekten ein inhärenter Wert zukommt, argumentiert Regan schließlich für das „Respektprinzip“ als grundlegendes Prinzip seiner Rechtstheorie. Inhaltlich fordert dieses Prinzip, „dass wir Individuen mit inhärentem Wert nur auf Arten und Weisen behandeln, die ihren inhärenten Wert respektieren.“ Etwas weniger formal ist das „Verletzungsprinzip“, das er unmittelbar aus dem Respektprinzip ableitet. Weil wir Subjekten eines Lebens Respekt schulden, und diese Subjekte ein eigenes Wohlergehen haben, missachten wir den inhärenten Wert, der sich aus dem Wohlergehen ergibt, falls wir sie verletzen.
Der Begriff der Tierrechte wird schließlich von Regan als ein Entsprechungsverhältnis von legitimen Ansprüchen und Pflichten erklärt: P hat genau dann ein Recht auf X, wenn der Anspruch von P auf X ein valider Anspruch ist, beziehungsweise, wenn Anderen eine Pflicht zukommt, den Anspruch von P auf X zu schützen. Mit diesem sparsamen Rechtsbegriff übersetzt sich das Respektprinzip dann unmittelbar in ein Recht auf eine respektvolle Behandlung. Alan Soble erkennt in der Form dieses Rechtsbegriffs Ronald Dworkins Vorschlag aus Taking Rights Seriously wieder, auf den sich Regan im Case aber nicht explizit bezieht.
Im verbleibenden Teil der Schrift erarbeitet Regan noch einige sekundäre Prinzipien, um mit bestimmten moralischen Konfigurationen umzugehen. Um beispielsweise Konflikte zwischen gleichwertigen Rechtsgütern aufzulösen, schlägt Regan das principle of minimal overriding of rights claims, kurz das miniride principle vor, welches vorschreibt, in solchen Situationen nur eine minimal notwendige Anzahl von Rechtsansprüchen zu übergehen. Ein weiteres solches Prinzip betrifft das worse off principle, das vorschreibt, im Fall von konfligierenden Rechtsgütern, die sich nicht miteinander vergleichen lassen, den Schaden an denjenigen zu vermeiden, die allgemein am schlechtesten dran sind. Mit diesem Prinzip ließe sich etwa begründen, die Vermeidung eines großen Schadens an nur wenigen Unschuldigen gegenüber der Vermeidung eines kleinen Schadens an noch so vielen Unschuldigen vorzuziehen.

### Einige Implikationen der Tierrechtsposition bei Regan
Hinsichtlich der Implikationen seines Tierrechtsarguments plädiert Regan klar für eine abolitionistische Position gegenüber allen Formen von institutionalisierter Tiernutzung einschließlich der Jagd und Tierversuchen.
Daraus leitet Regan auch eine moralische Pflicht zur vegetarischen Lebensweise ab. Im Case geht Regan diesbezüglich noch umfangreich auf eine Reihe von Einwänden ein, weshalb etwa der Vegetarismus keine Gefahr für die eigene Gesundheit darstelle und auch wirtschaftlich eine reelle Möglichkeit darstellt, die aus heutiger Sicht vielleicht etwas trivial wirke. Barry Kew kritisiert an dieser Stelle, dass die Kritik an der Milch- und Eierproduktion bei Regan nur implizit erfolgt und so die vegane Position zwar in der Logik seines Arguments angelegt ist, aber zur scheinbaren Stabilisierung der Position durch eine Abschwächung der Konsequenzen unter ihrem eigentlichen Wert verkauft wird. Gary Francione merkt an, dass Regans Bündnispolitik mit dem institutionalisierten Tierschutz seine abolitionistische Position teilweise untergräbt. Er hebt insbesondere Regans Rolle in einer Demonstration Ende der 1990er in Washington, die letztlich vom institutionellen Tierschutz übernommen wurde und wegen eines Boykotts vieler Abolitionisten floppte, kritisch hervor.

## Einige Diskussionen um das Tierrechtsargument

### Wildtiere
Ein Standardeinwand gegen die Tierrechtsposition ist der Hinweis auf die Gewalt, die Tiere einander antun: Wenn Tiere Rechte hätten, müssten Menschen gegen diese Gewalt systematisch intervenieren, was wiederum manche für eine absurde Konsequenz halten und auf dieser Basis die Tierrechtsposition verwerfen. Regans Antwort auf diese reductio ad absurdum bestand im Wesentlichen darin, die Gewalt, die Tiere einander antun, nicht als Rechtsverletzungen aufzufassen. Um (moralische) Rechte verletzen zu können, müsse man ein moral agent sein – einen Begriff von Moral haben und auf moralische Appelle antworten können, was auf Tiere nicht zutrifft. Auf diese Art und Weise folgt aus einer von Regan akzeptierten Pflicht zur Intervention im Angesicht von Rechtsverletzungen nicht notwendigerweise auch eine Pflicht zur Intervention etwa in Räuber-Beute-Beziehungen. Auch viele Tierrechtler haben diese Replik kritisiert. Insbesondere wurde bemerkt, dass Regan in einem analogen Gedankenexperiment mit einem Kleinkind, das eines Revolvers habhaft geworden ist und um sich schießt, es durchaus zulässt, gegen das Kleinkind nötigenfalls gewaltsam zu intervenieren, obwohl auch in diesem Beispiel keine Rechtsverletzung vorliegen kann. Neuere Tierrechtler tendieren eher dazu, Interventionen nicht mehr prinzipiell zu negieren, wobei die Debatten über das gebotene Ausmaß und über die Priorität der „Wildtierfrage“ gegenüber der institutionalisierten Tierausbeutung rege fortgeführt wird.

### Rolle von Emotionen
Insbesondere von Teilen der ökofeministischen Denktraditionen wurde Regan (oft in einem Atemzug mit Singer) vorgeworfen, die Rolle von Affekten und Emotionen in einer emanzipatorischen Praxis für Tiere abzuwerten.
Brian Luke und Cathryn Bailey kritisieren etwa die Strategie Regans, von Lesern auszugehen, die gegenüber tierischem Leiden zunächst indifferent sind, um schließlich in erster Linie gegen etwaige logische Inkonsistenzen in ihrer Position zu argumentieren. Auch sei Regan stets bemüht darum, seine Tierrechtsposition in einem nüchtern argumentierten Rahmen darzustellen und Tierrechtler von „verrückten, emotionalen und ungebildeten“ Menschen abzugrenzen, die etwa „Bambi-Komplexen“ anheimgefallen sind. Luke argumentiert, dass die vorausgesetzte generelle Apathie gegenüber tierischem Leiden im Allgemeinen so gar nicht vorliege und daher Emotionalisierungen und Erfahrungen eine mindestens gleichwertige Rolle in Tierrechtsdiskursen zukommen könne. An anderer Stelle scheint Regan auch eine Priorität von ethischen Affekten anzuerkennen und drückt das sogar poetisch aus: „Die Philosophie kann das Pferd zwar an das Wasser führen, aber das Gefühl ist notwendig dafür, dass es auch trinkt.“ Zum Schüren solcher moralischen Affekte könne aber die Philosophie kaum etwas beitragen, weshalb er darin auch nicht seine eigene Rolle verortet. Deborah Slicer hat diese Kritik über die Diskussion der strategischen Rolle von Emotionen hinaus noch etwas verschärft und argumentiert, dass die „Rechtstradition … eine Kultur fragwürdiger dualistischer Hierarchisierungen“ reproduziere. Sie setze einen Begriff männlicher Subjektivität voraus und hält uns an, „abstrakte Prinzipien anstelle von etwa Tugenden und Affekten“ ethisch wertzuschätzen.
Josephine Donovan argumentiert ähnlich und optiert für eine kritische Lesart „des rationalistischen Atomismus der liberalen Tradition“ zugunsten von „Visionen, die Kollektivität, emotionale Bindungen, und einen organischen (holistischen) Naturbegriff betonen.“

### Auflösung von Grundrechtskonflikten
Einige haben gegenüber Regan eingewendet, dass seine Vorschläge zur Auflösung von Konfliktsituationen – also dem Fall vorliegender gegenläufiger und fundamentaler Interessen von Menschen und Tieren – problematisch sei. Regan hat seine Thesen dazu am hypothetischen Beispiel eines Rettungsboots mit vier Menschen und einem Hund ausgeführt, wobei die Besatzung aus Platzgründen dazu gezwungen ist, ein Wesen über Bord zu werfen. Hier argumentiert Regan, dass – obwohl der Tod auch für den Hund ein substantielles Übel darstelle – der Tod von normalen erwachsenen Menschen davon aber kategorisch zu unterscheiden sei mit der Begründung, dass … . Daher sei in dieser Situation der Hund über Bord zu werfen.
Diese Auflösung hat eine Vielzahl von Problemen aufgeworfen. Manche haben etwa in der Folge versucht mit diesem Zugeständnis über einen Analogieschluss zu argumentieren, dass Tiernutzung mit der Tierrechtsposition Regans kompatibel sei. Francione hat argumentiert, dass diese Analogie nicht gelinge, da es in den Rettungsbootbeispielen lediglich um Ausnahmesituationen gehe. Der Fokus in Regans Theorie liege explizit auf Alltagssituationen und menschlichen Ausbeutungsbeziehungen zu Tieren. In diesen Alltagssituationen gebe es in aller Regel keine existentiellen Konflikte, wie es im Rettungsbootbeispiel vorausgesetzt wird, sodass Regans Auflösung durchaus eine kohärente Möglichkeit darstelle, die seine zentrale Schlussfolgerung der Abschaffung von institutionalisierter Tiernutzung nicht unbedingt diskreditiere. Nichtsdestotrotz hält er (und andere) die Voraussetzung, dass der Tod für Tiere ein geringeres Übel darstelle, für empirisch fragwürdig. Sapontzis weist etwa darauf hin, dass Menschen zwar offensichtlich Möglichkeiten zur Satisfaktion haben, die Tieren grundsätzlich fehlt. Allerdings gelte das auch umgekehrt, sodass diese Beobachtung die vorgenommene Hierarchisierung nicht rechtfertigen kann. Über die empirischen Fragen hinaus kritisiert Evelyn Pluhar, dass Regans Aussage „die Schwere der Verletzung durch den Tod ist abhängig von den Möglichkeiten zur Satisfaktion, die der Tod ausschließt,“ mit Regans Ansichten über den gleichen inhärenten Wert, der allen Subjekten eines Lebens zukommt, inkompatibel sei. Auch Singer hat angemerkt, dass „eine Theorie, die uns vermitteln will, dass allen Subjekten eines Lebens (einschließlich Hunden) ein gleicher inhärenter Wert zukomme, nicht damit in Übereinkunft gebracht werden kann, dass in solchen Rettungsbootbeispielen immer der Hund geopfert werden muss.“

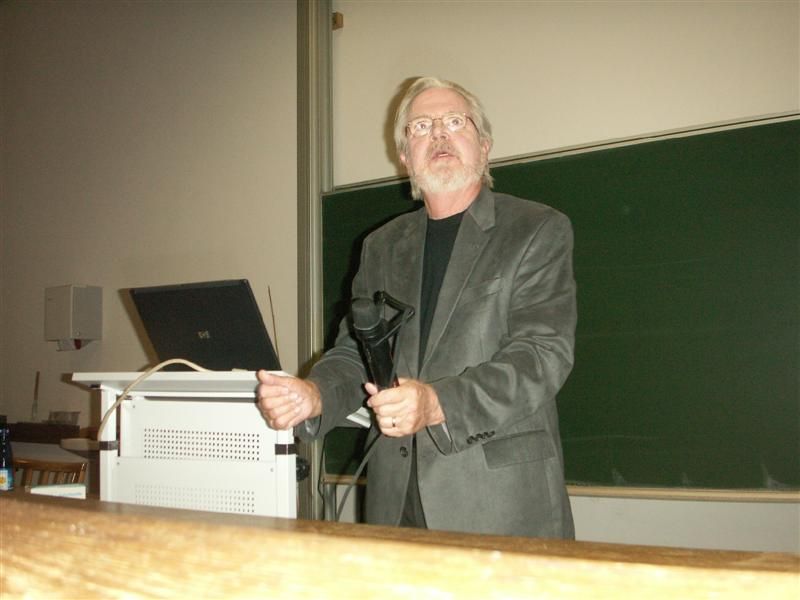
Tom Regan bei einem Vortrag in Heidelberg (Mai 2006)

## Auszeichnungen
- Gandhi Award (1986, Farm Animal Rights Movement),[48]
- Joseph Wood Krutch Medal (1987, Humane Society of the United States),[49]
- Alexander Quarles Holladay Medal (2000/2001, North Carolina State University).[50]

## Veröffentlichungen
Bücher
- Tom Regan: The Commendation Thesis – An Analysis of the Concept of Goodness. University of Virginia, 1966 (Dissertationsschrift).
- Tom Regan: Understanding Philosophy. Dickenson, 1974, ISBN 0-8221-0122-X.
- Tom Regan, Peter Singer: Animal Rights and Human Obligations. 2. Auflage. Pearson, 1976, ISBN 0-13-036864-4.
- Tom Regan, Tom Beauchamp, James Baird Callicott, James Rachels et al.: Matters of Life and Death. 3. Auflage. McGraw-Hill, 1980, ISBN 0-07-051330-9.
- Tom Regan: And Justice for All… New Introductory Essays in Ethics and Public Policy. Hrsg.: Donald Vandeveer. Rowman & Littlefield, 1982, ISBN 0-8476-7060-0.
- Tom Regan: All that dwell therein: Animal Rights and Environmental Ethics. University of California Press, 1982, ISBN 0-520-04571-8.
- Tom Regan: The Case for Animal Rights. 3. Auflage. University of California Press, 1983, ISBN 0-520-24386-2.
- Tom Regan: G.E. Moore: The Early Essays. Temple University Press, 1986, ISBN 0-87722-442-0.
- Tom Regan: Animal Sacrifices: Religious Perspectives on the Uses of Animals in Science. Temple University Press, 1987, ISBN 0-87722-511-7.
- Tom Regan: The Struggle for Animal Rights. Intl Soc for Animal Rights, 1987, ISBN 0-9602632-1-7.
- Tom Regan: Bloomsbury’s Prophet: G.E. Moore and the Development of his Moral Philosophy. Temple University Press, 1986, ISBN 0-87722-446-3.
- Tom Regan (Hrsg.): G. E. Moore: The Elements of Ethics. Temple University Press, 1991, ISBN 1-59213-194-8.
- Tom Regan: The Thee Generation: Reflections on the Coming Revolution. Temple University Press, 1991, ISBN 0-87722-758-6.
- Tom Regan: Defending Animal Rights. University of Illinois Press, 2001, ISBN 0-252-07416-5.
- Tom Regan, Carl Cohen: The Animal Rights Debate. Rowman & Littlefield, 2001, ISBN 0-8476-9663-4.
- Tom Regan: Animal Rights, Human Wrongs: An Introduction to Moral Philosophy. Rowman & Littlefield, 2003, ISBN 0-7425-3354-9.
- Tom Regan, J. M. Masson: Empty Cages: Facing the Challenge of Animal Rights. Rowman & Littlefield, 2005, ISBN 0-7425-4993-3.
- Tom Regan, Andrew Linzey (Hrsg.): Animals and Christianity: A Book of Readings. Wipf & Stock Publishers, 2007, ISBN 978-1-55635-688-9.

Filme
- We Are All Noah[51] (International Film Festival of New York 1986).
- Voices I Have Heard (Houston International Film Festival 1988).

Deutschsprachige Texte & Ausgaben
- Friederike Schmitz (Hrsg.): Tierethik. Suhrkamp, 2014, ISBN 978-3-518-29682-0, Von Menschenrechten zu Tierrechten.

- Ursula Wolf (Hrsg.): Texte zur Tierethik. Reclam, 2008, ISBN 978-3-15-018535-3, Wie man Rechte für Tiere begründet. Auch in Angelika Krebs (Hrsg.): Naturethik: Grundtexte der gegenwärtigen tier- und ökoethischen Diskussion. 6. Auflage. Suhrkamp, 1997, ISBN 3-518-28862-8.
- I.A.T.: Tierrechte. Harald Fischer Verlag, 2007, ISBN 978-3-89131-417-3, Die Tierrechtsdebatte.
- Klaus Petrus: Tierrechte und die Frage der Gewalt, 2013 bei tier-im-fokus.ch als Übersetzung nach Tom Regan: Igniting a Revolution: Voices in Defense of the Earth. Hrsg.: Steven Best, Anthony J. Nocella II. AK Press, 2006, ISBN 1-904859-56-9, How to Justify Violence.
- Der Grundgedanke der Tierrechte (Teil 1 (Memento vom 30. Mai 2012 im Internet Archive) & 2 (Memento vom 18. Dezember 2011 im Internet Archive)) in Tierbefreiung (42) & (43)
- Tom Regan im Interview (Memento vom 18. Dezember 2011 im Internet Archive) mit Melanie Bujok in Tierbefreiung (43)
- Ein Auszug aus: Tom Regan: The case for animal rights, in Peter Singer (Hrsg.): In Defense of Animals, Basil Blackwell, Oxford, 1985 und ein Interview, das die Advocates for Animals (GB) im Jahr 2002 mit Tom Regan geführt haben.